# Венчање (опера)
Венчање је прва опера (или тачније, покушај опере) немачког композитора Рихарда Вагнера. Опера никада није завршена, мада је Вагнер завршио либрето у јесен 1832, када је имао 19 година. Његовој сестри Розали, међутим, радња се није свидела, а како је она издржавала породицу након смрти Вагнеровог очуха Лудвига Гејера њен утицај је био пресудан, па је Вагнер одлучио да прекине с радом и уништи либрето.
Данас је из опере опстао само један септет, док су имена главних ликова - Ада и Ариндал - постала имена протагониста Вагнерове следеће (и прве завршене) опере, Вила.

## Синопсис
Мало се зна о радњи ове опере. Зна се, међутим, да је девојка по имену Ада протагонисткиња, и да јој предстоји брак са младићем Ариндалом. Овај брак није из љубави, већ из интереса.
На вече венчања, међутим, Адин некадашњи љубавник Кадолт - још увек заљубљен у њу - упада у младину одају и наваљује на њу, жељан још једне ноћи страсти с њом. Ада је покушала да одбије његове навале, али када оне прерастају у покушај силовања, Ада гурне Кадолта с балкона и убије га.
Ада је у суштини још увек волела Кадолта, па се на његовој сахрани срушила и умрла од туге.